# Миливоје Башић
Миливоје Башић (Београд, 13. фебруар 1868 — Београд, 27. мај 1927) био је професор, филолог и српски историчар.

## Биографија
У Београду, где је рођен 1868. године, Башић је завршио гимназију па историјско-филолошки одсек Велике школе. Наставничку каријеру је тај "свршени филозоф" започео је 10. октобра 1889. године. Тада је Главни просветни савет закључио да је млади Башић квалификован да предаје "историјско-филолошку групу наука у средњој школи"., као суплент гимназије у Шапцу, а затим је више година провео у Нишу (1894-1898). До 1904. године је био школски надзорник у Неготину (1900) и Градишту (1903), па те године премештен у Београд, где је радио у Трећој београдској гимназији, 1904-1920). Предавао је српски језик и књижевност у средњој школи преко 35 година. По сећању једног ученика којем је предавао, на његовом часу: "Дисциплине није било, али је било највећег реда. Слушали смо га нетремице..." Као школски надзорник постао је (а остао и потом као престонички професор) ванредни члан Главног просветног савета Краљевине Србије. У "срећнија времена", пре ратова за ослобођење и уједињење,  посећивао је у Београду кафану "Б", познату и као "Професорска кафана", у којој се дружио и са колегом, писцем Стеваном Сремцем.
Учествовао је у Балканским ратовима 1912-1913. године као резервни поручник. По својој молби пензионисан је краљевским указом од 29. децембра 1920. године - "стављен у стање покоја, са пуном пензијом", као актуелни професор Треће београдске гимназије. Током живота бавио се активно и политиком, учествујући у "Либерално-националној странци", са чије листе је био неколико пута биран за народног посланика. Био је дуго члан Управе, "Друштва за српски језик и књижевност" (1923). Као пензионер је реактивиран 1924. године, да предаје у Другој мушкој гимназији у Београду. Један посетилац је осмотрио његове пензионерске дане "Пише у оном чуду од сиротиње и неудобности! Пише, јер мора да пише...оно нешто унутра у њему мора да нађе израза." Током 1925. и октобра 1926. године мада већ пензионисан, радио је као хонорарни наставник на Богословском факултету у Београду. Предавао је на том факултету старословенски језик.
Умро је Башић 27. маја 1927. године у Државној болници у Београду. Сломиле су га породичне недаће (умрла му је кћерка Десанка 1918) и сиромаштво у старости - живео је усамљен у уџерици, у неком сиротињском београдском насељу "Фишеклији". Опело познатом побожном и родољубивом професору одржао је у Вазнесенској цркви лично Патријарх српски Димитрије, уз појање (по његовој последњој жељи, израженој на самрти) великог "Свјати Боже", од стране хора "Монашке школе".

## Дело
За време свог боравка у Нишу, током 1896. године, Башић је издавао часопис Слава, поучно- забавни лист за народ и омладину, коме је у исто време био и уредник и главни сарадник. У уводној речи овога листа саопштио је програмску оријентацију: „Слава ће особито неговати везу са прошлошћу тим неисцрпним извором духа и одушевљења српског, које се ствара.“ Проучавање и популаризација прошлости били су главни циљ Башићевог дела. У сваком броју "Славе", Башић је штампао превод по једног одломка из старих српских биографија (св. Саве, Стефана Првовенчаног, Теодосија). Ови преводи послужили су као основ за свеобухватнији рад на превођењу старих српских биографија. Јавља се професор Башић и као председник "Фонда Станојла и Драгиње Петровић", (али и сарадник и уредник), из чијих средстава је објављено пет корисно-поучних књига.
Није се бавио самосталним научним радом. Познат је по школским уџбеницима, по хрестоматији (читанци) "Из старе српске књижевности", издатој 1911. године, у више издања. Српска књижевна задруга му је 1926. године издала књигу: "Старе српске биографије". Приредио је за штампу и издање Вукових "Српских народних приповедака". Написао је више оцена и приказа, који су објављивани у "Српском књижевном гласнику" нарочито у Прилозима за књижевност, језик, историју и фолклор.